# Julius Bagel junior
Julius Bagel junior (* 1. Oktober 1861 in Mülheim an der Ruhr; † 17. Mai 1929 in Wiesbaden) war ein deutscher Verleger und Druckereibesitzer.

## Leben und Wirken

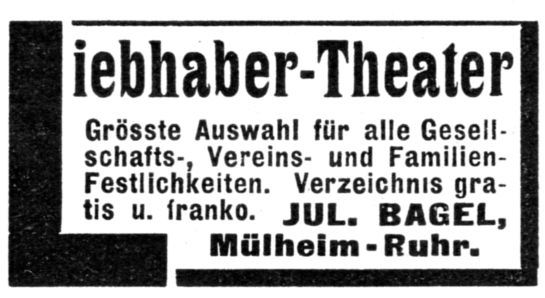
Anzeige Liebhabertheater von Jul. Bagel aus dem Jahr 1904

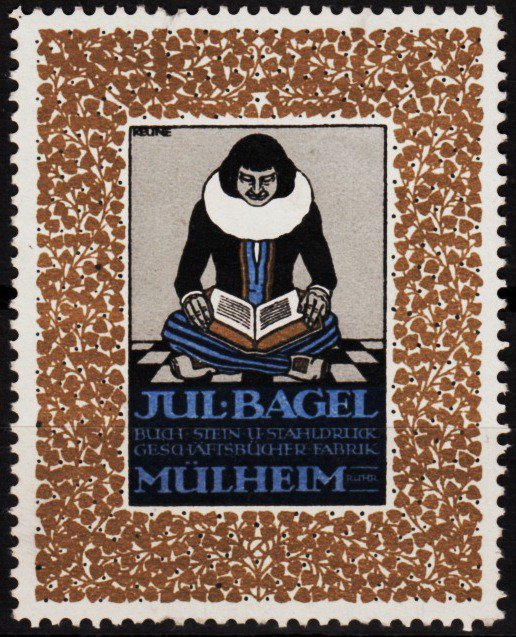
Reklamemarke von Heinz Keune für „Jul. Bagel, Buch- Stein- u. Stahldruck, Geschäftsbücher-Fabrik Mülheim Ruhr“

Julius Bagel junior war Sohn von Julius Bagel (1826–1900) und seiner Frau Ferdinande Dreibholtz (1836–1891). Er war Nachkomme einer Familie von Hugenotten, die sich seit Anfang des 19. Jahrhunderts als Buchbinder und Verleger am Niederrhein betätigte. Sein Vater hatte das Familienunternehmen in Wesel verlassen, um sich 1855 in Mülheim an der Ruhr als Buchhändler und Verleger selbstständig zu machen.
Nach dem Tod der Mutter 1891 zog sich Julius Bagel senior aus dem Unternehmen zurück und überließ die Firmenleitung seinem Sohn. Mit Beginn des Ersten Weltkriegs durchlebte das Unternehmen wirtschaftliche Schwierigkeiten, von denen es sich nicht wieder erholte, so dass Julius Bagel junior 1924 Konkurs anmelden werden musste.
An die Familie Bagel erinnert in Mülheim an der Ruhr eine prunkvolle Villa, die sich Julius Bagel junior in den Jahren 1910/12 von dem renommierten Architekten Franz Hagen errichten ließ. Sie zählt heute zur Route der Industriekultur.

## Ehe und Nachkommen
1891 heiratete er in Breslau Helene Winkler (* 1872). Zwei Kinder gingen aus dieser Verbindung hervor:
- Hermann Julius  (1892–1961)
- Johanna Ferdinandine Anna (1893–1972)

## Weitere Quellen
- Stadtarchiv Mülheim an der Ruhr, Bestand 1550 Nr. 198
- Stadtarchiv Mülheim an der Ruhr, Bestand 1391 Nr. 6